# Португалски Тимор
Португалски Тимор (на португалски: Timor Português) е португалска колония, просъществувала от 1586 до 1975 г. Територията на колонията съвпада с днешната държава Източен Тимор.

## История
Португалското присъствие на острова датира от началото на XVI век. Към 1515 г. пристигат проповедници от Доминиканския орден с мисионерска цел. През 1556 г. с оглед подсигуряването на търговията със сандалово дърво е основано селището Лифау. По-голямата част от острова е обявена за португалска колония през 1586 г. От 1640 г. започват опитите на холандци да заемат западната част от острова, като окончателната граница между двете колониални сили на острова е установена едва през 1916 г.
Макар че по време на Втората световна война Португалия е неутрална, австралийски и холандски войски навлизат в колонията. Година по-късно колонията е заета от японските войски, които са принудени да водят тежка партизанска война с местното население и западните съюзници. През 1951 г. Португалски Тимор придобива статут на самостоятелна отвъдморска провинция.
Историята на колонията е изпълнена с множество вълнения и бунтове срещу португалската власт. Последният голям бунт датира от 1959 г. Негов център става град Викеке. Португалската власт го потушава жестоко, при което около 1000 души загиват. Две години по-късно леви среди опитват да провокират въстание в провинцията с финансовата подкрепа на Индонезия. В граничен район е провъзгласена република и е сформирано нейно правителство. Португалската власт съумява да овладее и този път напрежението и бунтовниците са принудени да бягат в съседна Индонезия.
След т.нар. Революция на карамфилите Португалски Тимор поема курс към независимост, вътрешната нестабилност на провинцията довежда до хаос в провинцията, от което се възползва Индонезия, която окупира целия остров и го обявява за своя провинция през декември 1975 г. Тъй като анексирането от Индонезия не се признава от останалия свят, Португалски Тимор съществува номинално до 20 май 2002 г., когато ООН официално признава Източен Тимор за независима държава.